# 鈴木雅之 (歌手)
鈴木 雅之（すずき まさゆき、1956年〈昭和31年〉9月22日 - ）は、日本の歌手。ラッツ&スターのメンバー。愛称は「Martin（マーチン）」。
所属レコード会社はエピックレコードジャパン、所属プロダクションはジャパン・ミュージックエンターテインメント（マザー・ポップコーン）。公式ファンクラブは「Lovers」。身長176cm、サングラスに口髭がトレードマーク。大森海苔親善大使。姉は歌手の鈴木聖美。

## 人物
東京都大田区出身。幼少時代は内気で自己主張が苦手であり、常に姉と共に行動していた。
姉は番長で、体や声が大きいことで有名だった影響を受けた鈴木は、十代のころ不良グループに所属して喧嘩や暴走行為、ディスコ等に興じるなど素行が悪かったという。
現在も常用するサングラスは、鈴木の内気な性格の裏返しとも言える。深夜に人と会う際でも、サングラスを着用していなければ不安を感じると発言している。
実家は鈴木の父が経営する旋盤の町工場。高校を中退した鈴木は、歌手デビュー後に活動が軌道に乗るまで同工場で働いた。
シャネルズのメンバーの佐藤善雄と久保木博之とは中学校の同級生。
元タレントの田代まさしとは悪童同士で、高校入学の初日に意気投合した。10代のころは田代らと共に不良グループに所属した。鈴木と対照的に父親と不仲だった田代は鈴木宅で、たびたび居候していたという。
田代は鈴木の家族、特に母親に気に入られ可愛がられていた。なお、両親は2020年の時点で亡くなっている。
2000年代からはラブソングの帝王、ラブソングの王様と呼ばれるようになる。ライブなどでは「ラブソングの王様、鈴木雅之です」という自己紹介が定番。自身は「ナルシストっぽく思えても、自信に満ち溢れたイメージに繋がる」と語る。
10代のころに同級生らと趣味でバンド活動しており、当時は楽器の演奏もこなしたという。しかし、17歳のときバイク事故で足をけがし、さらには工場の旋盤作業で手を痛めたことから楽器を諦めている。
中居正広のラジオ番組出演時、プロ野球は巨人ファンであると公言している。きっかけは東京生まれであること、王貞治や長嶋茂雄に憧れたため。
幼少期からR&Bやフォークソングに傾倒し、高校時代に観た映画『レッツ・ザ・グッド・タイム・ロール』に登場するソウルフルなドゥーワップにも影響を受けている。
また、姉の聖美は幼少時代からビートルズなどを愛聴し、姉の影響を受けた鈴木も音楽へのめり込んでいった。
ソロシンガーとしては外部の作家による提供楽曲を歌唱することが多いが、鈴木自身が作曲または作詞作曲の双方を手がけることもある。姉の鈴木聖美や小泉今日子、小比類巻かほるらには楽曲提供もしている。ラッツ&スターでは、一部シングル曲とアルバム収録曲の大半を鈴木が作曲した。鈴木は「シンガーソングライター」ではなく「ヴォーカリスト」を自称しており、提供された作品を自分なりの色に染め上げることが自身の役割だと述べている。
ただ、自分の想いを伝えたいときは自ら楽曲を制作するとも語っている。
かつては喫煙していたが、尊敬する山下達郎の禁煙を受けて40代半ばごろから、たばこを絶っている。
扁桃腺が弱く、就寝時にマスクを着用するなど、日頃から喉の健康管理には人並み以上に気をつかっている。
大の甘党で「渋谷で5時」のMVでは、菊池桃子と待ち合わせ場所の喫茶店で待つ鈴木がクリーム・ソーダを注文している。ライブ終わりには、おはぎを口にし「通はこしあん」と言い切るほどの、こしあん派である。
愛犬家で、幼少期から常に犬を飼い続けている。グループ時代には飼い犬をアルバム・ジャケットに登場させている。ソロ作品においても、犬の登場するアルバムが存在する。
母方の祖父が大森の海苔漁師だったこともあり、大森海苔親善大使に任命された。
2019年よりテレビアニメ『かぐや様は告らせたい』シリーズのOP主題歌を担当。「アニソン界の大型新人」（2022年の第3期以降は「アニソン界の永遠の大型新人」）を名乗った。

## 略歴

### グループ時代
- 1975年に『シャネルズ』を結成。
- 1978年、大瀧詠一プロデュースによるアルバム「LET'S ONDO AGAIN」収録曲、「禁煙音頭（ダウン・タウン・ブギウギ・バンドの「スモーキン・ブギ」の替え歌）」にボーカルとして起用される。クレジット上は「竜ヶ崎宇童」名義。
- 1980年2月25日、黒塗りメイクを施し、派手なタキシードという出で立ちで『シャネルズ』としてシングル曲「ランナウェイ」でデビュー、110万枚のミリオンセラーを記録。その後も「街角トワイライト」などヒット曲を連発。
- 1983年、グループ名を『シャネルズ』から『ラッツ&スター』に改名。「め組のひと」はじめ「Tシャツに口紅」など多くのヒット曲を生み出した。
- 1985年、東京・赤坂の日枝神社で鈴木を含むメンバー5名が合同結婚式を行った。媒酌人は桑田佳祐、原由子夫妻。結婚式当日は花嫁を引き連れてフジテレビ系『夜のヒットスタジオDELUXE』の第1回目に出演した。その後メンバーは各々が個人活動していくようになる。

### ソロデビュー
- 1986年2月26日、大沢誉志幸プロデュースによるソロ・デビューシングル 「ガラス越しに消えた夏」、1stアルバム「mother of pearl」をリリース。

同年5月、渋谷公会堂にて初のソロ・ライヴを行う。10月にはソロとして初の全国ツアーを開催。
同年11月、姉・鈴木聖美のデビュー・アルバム『WOMAN』のプロデュースを手掛ける。
- 1987年、山下達郎をプロデューサーに迎え、2ndソロ・アルバムの制作開始。

同年10月、大沢誉志幸との共同プロデュースイベントライブ「赤坂グラマラス・ナイト」を開催。
- 1988年4月21日、山下達郎プロデュースによる2ndアルバム「Radio Days」をリリース。東名阪でのツアーを行う。

7月21日、山下達郎プロデュースによるシングル「Guilty」をリリース。
9月21日、「Sexual Healing Vol.1」と題したコンサートを新宿パワーステーションにて行う。 同ライブは開演時間が午後8時と、当時としてはかなり異例のレイト・ショースタイルであり、1990年まで続けられた。
- 1989年5月21日、プロデューサーにレイ・パーカーJrを迎えたシングル「Love Overtime」をリリース。

9月1日、小田和正プロデュースによるシングル「別れの街」、同月21日、3rdアルバム「Dear Tears」をリリースし、東名阪でのツアーを行った。12月1日、小田和正プロデュースによるシングル「私の願い」をリリース。
- 1990年7月1日 - 3日、東京渋谷・シアター・コクーンにてライヴ「ANTHOLOGY」を行う。ソロ・デビュー後の既発アルバム3枚をモチーフに日替わりメニューでライヴが行われ、反響を呼ぶ。

10月21日、4枚目のアルバム「mood」をリリース。12月には東名阪ツアーを行う。
- 1991年4月10日、小田和正プロデュースシングル「FIRST LOVE」をリリース。

6月1日、初のベスト盤「MARTINI」をリリース。オリコン初登場1位、現在までに100万枚を越える大ヒット・アルバムとなる。8月には東名阪のツアーを行う。
12月1日、ポール・ヤングとのコラボレーション・シングル「COME ON IN」をリリース。12月31日には紅白歌合戦に初出場。
- 1992年5月15日、シングル「もう涙はいらない」をリリース。自身最大のヒットを記録。

9月21日、5thアルバム「FAIR AFFAIR」をリリース。オリコン初登場第1位を記録。ソロ初の全国ツアー「taste of MARTINI'92 "LOVE OVER TIME」を行う（全40公演即日完売）。
12月1日、1stビデオ作品「Live at Club MARTINI」をリリース。31日には2年連続で紅白歌合戦に出演。
- 1993年4月21日、シングル「恋人」をリリース。

7月25日、FM802「MEET THE WORLD BEAT'93」に出演。
9月9日、6thアルバム「Perfume」をリリース。 全国ツアー「taste of MARTINI'93 "Love Perfume"」を行う（全国45か所、追加16か所、全46公演即日完売）。
- 1994年1月12日、シングル「違う、そうじゃない/渋谷で5時」をリリース。「渋谷で5時」は菊池桃子とのデュエット曲である。

10月1日、小田和正プロデュースによるシングル「夢のまた夢」をリリース。
10月24日、7thアルバム「She・See・Sea」をリリース。
10月29日から、全国ツアー 「taste of Martini'94〜'95 "S of Love"」を行う（全55公演即日完売）。
- 1995年2月13日、宇崎竜童・阿木燿子によるシングル「アダムな夜」をリリース。

10月23日、2枚目のベスト盤「MARTINI II」をリリース。150万枚を越える大ヒット。鈴木雅之ソロとしてシングル、アルバムの総セールス約1000万枚を記録。
12月6日、「One Night Live for Lovers」開催（大阪ウォーホール）。
- 1996年2月1日、シングル「渋谷で5時」、2ndビデオ「Martini II -Best Of Visuals-」、鈴木雅之選曲によるソウルミュージックのオムニバス・アルバム「カクテルズ・フォー・ラヴァーズ」をリリース。全国ツアー「taste of MARTINI'96 MARTINI II LOVE」を行う（全36公演即日完売）。

4月22日、11年振りにラッツ&スターが集結、大瀧詠一プロデュースによるシングル「夢で逢えたら」をリリース。LIVE WORKS presents 「RATS&STAR SPECIAL LIVE〜夢で逢えたら〜」を行う（東京・代々木第1体育館、名古屋・レインボーホール、大阪・大阪城ホール）。
7月20日、ラッツ&スターのベスト盤「BACK TO THE BASIC〜The Very Best of RATS&STAR〜」をリリース。

### ソロデビュー10周年
- 1997年11月21日、8thアルバム「CARNIVAL」をリリース。12年振りに田代まさし作詞楽曲が収録。
- 1998年1月、全国ツアー「taste of MARTINI'98 LOVE CARNIVAL」を行う（全48公演即日完売）。
- 1999年7月、小田和正とのスペシャル・ジョイントライブ「そして夢のまた夢」開催（新潟・静岡・香川）。

8月21日、小田和正プロデュース、川村結花作品提供によるシングル「SO LONG」を鈴木雅之（featuring 川村結花）名義でリリース。
9月、「SO LONG」購入者特典者イベントライブ「鈴木雅之premium live」を行う（東京・大阪・福岡・札幌）。
- 2000年3月8日、バラード集（3枚目のベスト盤）「MEDIUMSLOW」をリリース。 全国ツアー「Taste of MARTINI 2000 "MEDIUM SLOW"」を行う（全40公演）。

4月19日、3rdビデオ「Premium Live "So Long"」リリース。
- 2001年10月24日、9thアルバム「Tokyo Junction」、初のカバーアルバム「Soul Legend」を2枚同時リリース。
- 2002年2月9日、全国ツアー「taste of MARTINI TOUR 2002 "Soul Junction"」を行う（全35公演）。

7月20日、鈴木聖美デビュー15周年イベント「SOUL MATE SUPER COLLABORATION」に出演。
- 2003年3月19日、4枚目のベスト盤「Martini Blend」リリース。

11月19日、槇原敬之プロデュースによる、シングル「Boy, I'm Gonna Try So Hard」リリース。22日には、オフィシャルファンクラブLOVERS10周年記念として槇原敬之をゲストに迎え、クルージング・ライブを行う。
- 2004年2月4日、ゴスペラーズとの初コラボレーションシングル「これから」、25日には10thアルバム「Shh... 」をリリース。

5月9日、「Masayuki Suzuki Concert 〜taste of martini 2004〜 "Shh…cret Love Tour"」を行う（21か所23公演）。
7月31日、情熱大陸Special Live「Summer Time Bonanza」出演（大阪城西の丸公園。8月7日には、国営昭和記念公園）。
- 2005年3月16日、ゴスペラーズとのコラボ第2弾シングル「その愛のもとに/君を抱いて眠りたい」リリース。

4月20日、11thアルバム「Ebony & Ivory」リリース。4thビデオ作品「Masayuki Suzuki taste of martini tour 2004 Shh...cret Love Tour」リリース。
6月8日、全国ツアー「Masayuki Suzuki Concert 〜taste of martini 2005〜 "Ebony & Ivory Sweets 25"」開催（18公演）
7月30日、「みなとみらい Special Live Summer Time Bonanza」ゲスト出演（ゴスペラッツ誕生）。
8月6日、「情熱大陸 Special Live」 にゲスト出演。
12月12日、「Special Duet the night 2005 プライベート・ホテル・ツアー 2005」開催（ - 12月25日）。
- 2006年1月8日、FM-802 「SPECIAL REVUE for U」にゲスト出演（木村佳乃によるプロデュースライブでエナメル・ブラザーズ誕生）。

2月26日、ソロ・デビュー20周年を迎える。
4月19日、ゴスペラッツ1stアルバム「ゴスペラッツ」リリース。コットンクラブにて「ゴスペラッツ」発売記念イベント開催。
7月16日、第1回「SOUL POWER なにわSUMMIT」開催（WTCオープンエアースタジアムにて15000人動員）。
7月26日・27日、「SOUL POWER TOKYO SUMMIT」開催（代々木第一体育館2DAYSで22,000人の動員）。
7月29日、「情熱大陸 Special Live 」にゴスペラッツとしてゲスト参加。
12月9日、「2006 Xmasプライベート・ホテル・ツアー」開催（ - 12月25日、全8公演）。

### ソロデビュー20周年
- 2007年1月24日、島谷ひとみとのデュエットシングル「ふたりでいいじゃない」をリリース。

3月7日、12thアルバム「Champagne Royale」リリース。
4月13日、全国ツアー「taste of martini tour 2007〜Champagne Royale〜」（ - 6月22日、18公演開催）
7月11日、ゴスペラーズ・黒沢薫とのユニット「エナメル・ブラザーズ」による1stシングル「She's My Girl」リリース。30日 - 31日、第2回「SOUL POWER 東京SUMMIT 2007」開催（日本武道館）。
8月11日、「SOUL POWER なにわSUMMIT 2007」開催（万博記念公園もみじ川芝生広場）。
11月7日、 DVD 「Masayuki Suzuki taste of martini tour 2007 Champagne Royale」リリース。
- 2008年1月15日、カバー・ソング「上を向いて歩こう」が日本テレビ系『貧乏男子 ボンビーメン』の挿入歌になる。

5月28日、15年振りの菊池桃子とのデュエットシングル「恋のフライトタイム〜12pm〜」リリース。
6月25日、初のデュエット・ベスト盤「Martini Duet」リリース。東京銀座のレストラン・バー「マイ・ハンブル・ハウス・東京」にてリリース・パーティー開催（ゲスト：菊池桃子、鈴木聖美、コック・マック&ノッキー（Bro.KONE、木梨憲武）
8月10日、品川 Club eXにて「Martini Duet」購入者特典ライブ「Martini Duetスペシャルライブ 」開催。
9月6日、第3回「SOUL POWER なにわ SUMMIT 2008」開催（大阪城ホール）。ゲストにつのだ☆ひろ、May J.、コック・マック＆ノッキー。20日 - 21日「SOUL POWER 東京 SUMMIT 2008」開催（代々木第一体育館）。
10月13日、Nack5イベント「NACK5 20th ANNIVERSARY THANK YOU FOR THE MUSIC 〜THE PRECIOUS NIGHT〜」（大宮ソニック）。24日 - 26日、沖縄にてファンクラブ初旅行開催。
12月14日、「2008 Xmasプライベート・ホテル・ツアー」（ - 25日全6公演）。17日、大阪フェスティバルホール「ありがとう!フェスティバルホール〜We Love Festival Hall!!〜」出演。
- 2009年3月4日、13thアルバム「Still Gold」リリース。東京・渋谷のセルリアンタワー能楽堂で、和装姿のファン33人と「Still Gold」発売記念ライヴを開催。

4月4日、全国ツアー「taste of martini tour 2009〜Still Gold〜」スタート（19公演）。
7月20日、「あぶらまつり2009」にゲスト出演（新木場Studio Coast）。
8月15日、広島市市制120周年「SOUND MARINA 2009」にゲスト出演（旧広島市民球場）。8月24日、「プライベート・ホテル・ツアー」（全国2か所、3公演）開催。
9月16日、6作目の映像作品「Masayuki Suzuki taste of martini tour 2009 Still Gold」リリース。23日、第4回「SOUL POWER SUMMIT 2009」開催（23日：大阪城ホール、9月25日 - 26日：日本武道館）。
10月12日、第7回ファンクラブイベント「LOVERS AFFAIR 2009 in Motion Blue YOKOHAMA」開催。
12月1日、鈴木雅之×鈴木聖美「デュエット・ザ・ナイト」開催（ホテル函館ロイヤル）。15日、「プライベート・ホテル・ツアー」スタート（全国6か所、8公演）。
- 2010年1月3日、レデュラーラジオ番組「Funky Broadway」（NACK5）スタート。

2月24日、デビュー30周年記念イベントとして、記念日前夜にNHKホールにて自身初のビッグバンド形式によるワンナイトライヴを開催。この模様は、初のライブ・アルバム「THE ROOTS〜could be the night〜」として発売された。
3月24日、30TH ANNIVERSARYシングル「キミの街にゆくよ」をリリース。青森放送「東北新幹線全線開業キャンペーン」イメージソング。
10月から、P&G「ウエラトーン2+1」CMソングに「The Magic of Life」が起用。JT Roots10周年記念コマーシャルタイアップ曲「根の歌」を歌う"コーラスジャパン"に参加。30周年を締めくくる全国ツアー「taste of martini tour 2010 〜visit your town〜」を開催。
12月、「Masayuki Suzuki X'mas Private Hotel Tour 2010」開催。

### ソロデビュー25周年
- 2011年1月 - 、TBS系テレビ全国ネット「はなまるマーケット」1 - 3月エンディングテーマソングに「ラスト・ラヴ」が起用される。

2月から、「イオンのプラチナバレンタイン」CMキャンペーンソングに「プロポーズ・アゲイン」が起用される。26日、ソロデビュー25周年。デビュー30周年ツアーDVD「Masayuki Suzuki  taste of martini tour 2010 THE ROOTS〜visit your town〜」と、ソロ時代の全シングルを収録した超豪華シングル・コレクションBOX「Martini Box」を同時リリース。27日、ソロ25周年を祝した超豪華イベントを開催。オフィシャルファンクラブ Lovers Presents「Lovers Affair 2011 in Tokyo」
3月から、P&G「ウエラトーン2+1」CMソングに「Anytime You Need Me」が起用される。
6月1日、鈴木雅之・ゴスペラーズ・Skoop On Somebodyを中心に総勢12名のアーティストからなるSOUL POWER ALLSTARSを結成。東日本大震災のチャリティーソングとして「WE GOT SOUL POWER」を配信限定でリリース。
8月3日、33枚目のシングルとして森山直太朗のカバー曲「愛し君へ」をリリース。
9月から、初のクラシックホール・ツアー「Masayuki Suzuki taste of martini tour 2011〜DISCOVER JAPAN〜」開催。28日、初の日本語カバー・アルバム「DISCOVER JAPAN」をリリース。
12月から、「2011 鈴木雅之 25th X'mas Private Hotel Tour」開催。30日、「DISCOVER JAPAN」が第53回日本レコード大賞「優秀アルバム賞」受賞。
- 2012年3月10日、「東日本大震災復興試合 侍ジャパン vs プロ野球台湾代表」の国歌独唱を担当。

4月から、全国ツアー全14公演を開催。「Masayuki Suzuki taste of martini tour 2012 〜Martini Discovery〜」。11日、槇原敬之が手掛けた2012年第一弾シングル「THE CODE 〜暗号〜」リリース。
7月11日、キヨサク（MONGOL800）が手掛けた2012年シングル三部作の2作目「Endless love, Eternal love」発売。
10月3日、さだまさしが手掛けた2012年シングル三部作の完結作「十三夜」発売。
12月、「X'mas Private Hotel Tour」スタート（全国6か所、7公演）。
- 2013年5月8日、4年2ヶ月振りのオリジナル・アルバム「Open Sesame」をリリース。オリコンデイリーチャート最高位6位、週間でも最高位10位を記録。トップ10入りは2001年発売の「Tokyo Junction」以来およそ12年振りとなる。 5月11日、アルバムを引っ提げて全国ツアー「Masayuki Suzuki taste of martini tour 2013 〜Open Sesame〜」を千葉・市川市文化会館公演を皮切りにスタート（20か所全20公演即日完売）。

8月〜9月、「SOUL POWER SUMMIT 2013」開催。
12月4日、初のBlu-ray作品となる10枚目の映像作品「Masayuki Suzuki taste of martini tour 2013 〜Open Sesame〜」をリリース。同日、「2013 X'mas Private Hotel Tour」スタート（全国9か所即日完売）。
- 2014年1月30日〜31日、大阪フェスティバルホールにて開催のフジテレビ 「MUSIC FAIR「2500回記念コンサート」」へ出演。

6月18日、CHEMISTRYの川畑要の3rdシングル「Half moon feat. 鈴木雅之」に参加。
7月12日、第9回「SOUL POWER SUMMIT 2014」に参加。
8月1日、「Private Hotel Tour」（全国4か所、6公演）開催。
9月10日、日本語カバー・アルバム第二弾「DISCOVER JAPAN II」発売。
9月13日 、全国ツアー「Masayuki Suzuki taste of martini tour 2014 〜Step 1.2.3〜」を東京都・オリンパスホール八王子を皮切りにスタート（27か所27公演即日完売）。
12月16日、「2014 X'mas Private Hotel Tour」開催（全国6か所）。
- 2015年2月25日、シャネルズ「ランナウェイ」でのデビューから35周年を迎える。

3月4日、デビュー35周年を記念して初のオールタイムベストアルバム「ALL TIME BEST 〜Martini Dictionary〜」発売。オリコン1位を獲得。
5月30日 - 、コンサートツアー「Masayuki Suzuki taste of Martini tour 2015 Step 1.2.3 〜Martini Dictionary〜」を千葉県・君津市民文化ホールを皮切りに、開催（20か所20公演即日完売）。
8月1日、「情熱大陸 Special LIve SUNMER TIME BONANZA‘15」大阪公演に参加。
8月14日、「Masayuki Suzuki Summer Private Hotel Tour 2015」スタート（全国4か所、6公演）
9月17日、第11回「Lovers Private Tour in Okinawa2015」開催。
12月9日、DVD「masayuki suzuki taste of Martini tour 2015 Step 1.2.3 〜Martini Dictionary〜」リリース。同日、「2015 X'mas Private Hotel Tour」スタート（全国7か所）

### ソロデビュー30周年
- 2016年2月26日、シングル「ガラス越しに消えた夏」リリースからソロデビュー30周年を迎える。

4月20日、「泣きたいよ」先行配信開始。NHK ドラマ10「コントレール〜罪と恋〜」主題歌に起用される。
5月4日、「Melancholia」配信限定リリース。フジテレビ系ドラマ「火の粉」の主題歌に起用される。
5月25日、シングル「泣きたいよ」リリース。
7月13日、オリジナルアルバムとしては3年振りとなる、ソロデビュー30周年/還暦記念アルバム「dolce」リリース。
9月3日-、全国ツアー「masayuki suzuki taste of Martini tour 2016 Step 1.2.3 〜dolce Lovers〜」スタート（全国22か所23公演即日完売）。
11月18日、第58回日本レコード大賞各賞受賞者が発表され「最優秀歌唱賞」を受賞。
12月12日、「Masayuki Suzuki Xmas Private Hotel Tour 2016」スタート（全国7か所）
12月30日、第58回レコード大賞にて「melancholia〜ガラス越しに消えた夏」スペシャル・メドレーを披露。
- 2017年1月18日、カバー曲、「いつか街で会ったなら」配信限定リリース。

3月8日、アルバム「dolce」等が認められ、第67回芸術選奨文部科学大臣賞の受賞が発表された。
3月13日、鈴木雅之初のハワイライブ「JCB MUSIC LOUNGE鈴木雅之in Blue Note HAWAII 2017ツアー」を開催。第67回芸術選奨文部科学大臣賞を受賞。
4月1日-、鈴木雅之初となるオーケストラコンサート「masayuki suzuki 30th Anniversary Special 2017 鈴木雅之 with オーケストラ・ディ・ローマ featuring 服部隆之」を大阪を皮切りに開催（全国8か所9公演即日完売）。
7月28日、「Masayuki Suzuki Summer Private Hotel Tour 2017」スタート（全国3か所）
8月23日、カバーアルバム「DISCOVER JAPAN III 〜the voice with manners〜」リリース。大森海苔親善大使に就任。
9月2日-、「SOUL POWER SUMMIT 2017」開催（東京、大阪 2か所4公演 即日完売）。
9月20日、第13弾映像作品「masayuki suzuki taste of Martini tour 2016 Step 1.2.3 〜dolce Lovers〜」DVDリリース。
9月22日-、全国ツアー「masayuki suzuki taste of martini tour 2017〜the voice with manners〜」を神奈川を皮切りにスタート（全国20か所21公演）。
12月10日、「Masayuki Suzuki Xmas Private Hotel Tour 2017」スタート（全国8か所）
- 2018年、動画共有アプリTikTokにてラッツ&スターの大ヒット曲「め組のひと」が10代の若者を中心に再び脚光を浴びる。

12月12日、「Masayuki Suzuki Xmas Private Hotel Tour 2018」スタート（全国7か所）
- 2019年2月27日、シングル「ラブ・ドラマティック」リリース。アニメ『かぐや様は告らせたい〜天才たちの恋愛頭脳戦〜』主題歌に起用された。シャネルズ時代も含め、鈴木の楽曲としては初となるアニメタイアップ[8][注釈 8]。

3月13日、3年振りのオリジナル・アルバム「Funky Flag」リリース。
4月6日、全国ツアー「masayuki suzuki taste of martini tour 2019 "Funky Flag Love Parade "」開催（全国23か所23公演即日完売）。
8月30日、Animelo Summer Live 2019 -STORY-DAY1に「アニソン界の大型新人」として初登場。
10月19日、「〈Special Live〉Nobuyuki Shimizu Presents 鈴木雅之×佐橋佳幸×清水信之」開催。
12月9日、「Masayuki Suzuki Xmas Private Hotel Tour 2019」スタート（全国7公演）
- 2020年2月7日、配信限定シングル「たとえ世界がそっぽ向いても」リリース。

2月25日、シャネルズ「ランナウェイ」でのデビューから40周年を迎える。
4月4日から全国ツアー「masayuki suzuki taste of martini tour 2020 〜ALL TIME ROCK‘N’ROLL〜」が開催予定だったが、新型コロナウイルスにより全公演（28公演）を中止。
4月15日、40周年記念アルバム「ALL TIME ROCK 'N' ROLL」、シングル「DADDY! DADDY! DO! feat. 鈴木愛理」リリース。アニメ『かぐや様は告らせたい〜天才たちの恋愛頭脳戦〜』主題歌第2弾。同曲はYoutubeの再生回数が2ヶ月で1,000万回再生を超え、国内外から注目される。
7月15日、40周年記念アルバム「ALL TIME ROCK'N'ROLL」よりアナログ盤リカットシングルとして「Ultra Chu Chu Medley」リリース。「DryDry」以来33年ぶりとなるアナログ盤としてのシングルリリース。
12月8日から「Masayuki Suzuki Xmas Private Hotel Tour 2020」がスタート(全国5か所10公演)。コロナ禍のなか久々の有観客ライブとして感染症対策の観点から2部制での開催。
12月31日、ソロとしては28年ぶりにNHK紅白歌合戦出場。

### ソロデビュー35周年
- 2021年2月26日、シングル「ガラス越しに消えた夏」リリースからソロデビュー35周年を迎える。

4月3日から、グループデビュー40周年記念全国ツアー「masayuki suzuki taste of martini tour 2020/21 〜ALL TIME ROCK 'N' ROLL〜」スタート(全国28か所29公演即日完売)ラッツ&スターの佐藤善雄が全公演に参加した。
7月7日、全国ツアーの大阪公演がWOWOWにて初めて生中継された。
8月28日、「Animelo Summer Live 2021 -COLORS-」DAY2に鈴木愛理と参加。
11月20日、Nobuyuki Shimizu Presents「鈴木雅之 Special Live with 鳥山雄司×清水信之」開催。
12月15日、「鈴木雅之 2021 X'mas Private Hotel Tour」スタート(全国4か所7公演)
12月31日、2年連続でNHK紅白歌合戦に出場。
- 2022年2月23日、ソロデビュー35周年記念カヴァーベストアルバム「DISCOVER JAPAN DX」、デビュー40周年記念全国ツアー映像作品「masayuki suzuki taste of martini tour 2020/21 〜ALL TIME ROCK 'N' ROLL〜(BD/DVD)」同時リリース

4月2日、全国ツアー「masayuki suzuki taste of martini tour 2022 〜DISCOVER JAPAN DX〜」開催(全国22か所24公演)
6月8日、シングル「GIRI GIRI」リリース
8月10日、「Masayuki Suzuki Private Summer Hotel Tour 2022」開催(2か所2公演)
11月10日、「billboard classics 鈴木雅之 Premium Symphonic Concert 2022 featuring 服部隆之 〜DISCOVER JAPAN DX〜」スタート(5か所5公演)
12月14日、「鈴木雅之 2022 X'mas Private Hotel Tour」スタート(6か所6公演)
12月16日、シングル「Love is Show」配信限定リリース
12月31日、3年連続でNHK紅白歌合戦に出場。

## 作品

### シングル
| #    | 発売日         | タイトル                                                                     | 形態                |
| ---- | -------------- | ---------------------------------------------------------------------------- | ------------------- |
| 1st  | 1986年2月26日  | ガラス越しに消えた夏                                                         | EP                  |
| 2nd  | 1986年8月27日  | ふたりの焦燥(EXTENDED VERSION)                                               | 12inch              |
| 3rd  | 1987年3月21日  | Liberty                                                                      | EP                  |
| 4th  | 1988年3月12日  | Dry・Dry                                                                     | EP 8cmCD            |
| 5th  | 1988年7月21日  | Guilty                                                                       | EP 8cmCD            |
| 6th  | 1988年11月21日 | Long Run                                                                     | EP 8cmCD            |
| 7th  | 1989年5月21日  | Love Overtime                                                                | 8cmCD               |
| 8th  | 1989年9月1日   | 別れの街                                                                     | 8cmCD               |
| 9th  | 1989年12月1日  | 私の願い                                                                     | 8cmCD               |
| 10th | 1990年6月21日  | プライベートホテル                                                           | 8cmCD               |
| 11th | 1990年9月21日  | ベイサイド・セレナーデ                                                       | 8cmCD               |
| 12th | 1991年2月21日  | たとえきみがどこにいこうと                                                   | 8cmCD               |
| 13th | 1991年4月10日  | FIRST LOVE                                                                   | 8cmCD               |
| 14th | 1991年12月1日  | COME ON IN （with ポール・ヤング）                                           | 8cmCD               |
| 15th | 1992年5月15日  | もう涙はいらない                                                             | 8cmCD               |
| 16th | 1993年4月21日  | 恋人                                                                         | 8cmCD               |
| 17th | 1993年10月21日 | MIDNIGHT TRAVELER                                                            | 8cmCD               |
| 18th | 1994年1月12日  | 違う、そうじゃない/渋谷で5時〜Romantic Single Version〜（with 菊池桃子）     | 8cmCD               |
| 19th | 1994年10月1日  | 夢のまた夢                                                                   | 8cmCD               |
| 20th | 1995年2月13日  | アダムな夜                                                                   | 8cmCD               |
| 21st | 1996年2月1日   | 渋谷で5時(1996 Chocolate mix) （with 菊池桃子）                              | CD                  |
| 22nd | 1996年9月30日  | 白夜〜離したくない〜                                                         | 8cmCD               |
| 23rd | 1997年5月8日   | きみがきみであるために                                                       | 8cmCD               |
| 24th | 1998年6月3日   | DUNK                                                                         | 8cmCD               |
| 25th | 1999年8月21日  | SO LONG （featuring 川村結花）                                               | Maxi                |
| 26th | 1999年11月17日 | Still Live In My Heart/Recede〜遠ざかりゆく想い〜                            | Maxi                |
| 27th | 2003年11月19日 | Boy, I'm Gonna Try So Hard                                                   | Maxi                |
| 28th | 2004年2月4日   | これから                                                                     | Maxi                |
| 29th | 2004年11月17日 | 君を抱いて眠りたい                                                           | Maxi                |
| 30th | 2005年3月16日  | その愛のもとに (With Your Love)/君を抱いて眠りたい (2005 a cappella Version) | Maxi                |
| 31st | 2007年1月24日  | ふたりでいいじゃない（with 島谷ひとみ）                                      | Maxi                |
| 32nd | 2008年5月28日  | 恋のフライトタイム〜12pm〜 （with 菊池桃子）                                 | Maxi                |
| 33rd | 2010年3月24日  | キミの街にゆくよ                                                             | Maxi                |
| 34th | 2011年8月3日   | 愛し君へ                                                                     | Maxi                |
| 35th | 2012年4月11日  | THE CODE 〜暗号〜                                                            | Maxi                |
| 36th | 2012年7月11日  | Endless love, Eternal love                                                   | Maxi                |
| 37th | 2012年10月3日  | 十三夜                                                                       | Maxi                |
| 38th | 2016年5月25日  | 泣きたいよ                                                                   | Maxi                |
| 39th | 2019年2月27日  | ラブ・ドラマティック（feat. 伊原六花）                                       | CD (期間生産限定盤) |
| 39th | 2019年2月27日  | ラブ・ドラマティック（feat. 伊原六花）                                       | CD (通常盤)         |
| 40th | 2020年4月15日  | DADDY! DADDY! DO!（feat. 鈴木愛理）                                          | CD (期間生産限定盤) |
| 41st | 2020年7月15日  | Ultra Chu Chu Medley                                                         | EP                  |
| 42nd | 2022年6月8日   | GIRI GIRI (feat. すぅ)                                                       | CD (期間生産限定盤) |
| 42nd | 2022年6月8日   | GIRI GIRI (feat. すぅ)                                                       | CD (通常盤)         |

### 配信限定シングル
| #   | 発売日         | タイトル                        | 備考                                                                                                   |
| --- | -------------- | ------------------------------- | --- |
| 1st | 2009年11月9日  | キミの町にゆくよ                | デビュー30周年記念シングルとして2010年3月にパッケージ化。                                              |
| 2nd | 2010年10月27日 | Don't Cry〜もう悲しみを許そうか | 配信限定バージョンはパッケージ化されていない（アルバムバージョンはパッケージ化）。                     |
| 3rd | 2011年3月9日   | ラスト・ラヴ                    | パッケージ化はされていない。                                                                           |
| 4th | 2011年3月9日   | プロポーズアゲイン              | パッケージ化はされていない。                                                                           |
| 5th | 2016年5月4日   | Melancholia                     | アルバム「dolce」においてパッケージ化。                                                                |
| 6th | 2017年1月18日  | いつか街で会ったなら            | アルバム「DISCOVER JAPAN III 〜the voice with manners〜」においてパッケージ化。                        |
| 7th | 2020年2月7日   | たとえ世界がそっぽ向いても      | テレビ東京系ドラマ『駐在刑事Season2』主題歌。 アルバム「ALL TIME ROCK 'N' ROLL」においてパッケージ化。 |
| 8th | 2022年12月16日 | Love is Show (feat. 高城れに)   | テレビアニメ『かぐや様は告らせたい-ファーストキッスは終わらない-』主題歌。                             |

| #   | 発売日         | タイトル                                                 | 備考                                                                    |
| --- | -------------- | -------------------------------------------------------- | ----------------------------------------------------------------------- |
| 1st | 2021年4月2日   | DADDY! DADDY! DO! - From THE FIRST TAKE (feat. 鈴木愛理) | 2020年8月21日にYouTube「THE FIRST TAKE」で公開された音源を収録。        |
| 2nd | 2021年4月2日   | 恋人 - From THE FIRST TAKE                               | 2020年9月2日にYouTube「THE FIRST TAKE」で公開された音源を分割して収録。 |
| 3rd | 2021年4月2日   | 路（交差点） - From THE FIRST TAKE                       | 2020年9月2日にYouTube「THE FIRST TAKE」で公開された音源を分割して収録。 |
| 4th | 2022年12月23日 | GIRI GIRI - From THE FIRST TAKE (feat. すぅ)             | 2020年6月3日にYouTube「THE FIRST TAKE」で公開された音源を収録。         |
| 5th | 2022年12月23日 | 違う、そうじゃない - From THE FIRST TAKE                 | 2020年6月15日にYouTube「THE FIRST TAKE」で公開された音源を収録。        |

### アルバム

#### オリジナル・アルバム
| #    | 発売日         | タイトル         | 形態                         |
| ---- | -------------- | ---------------- | ---------------------------- |
| 1st  | 1986年2月26日  | mother of pearl  | LP CD CT                     |
| 2nd  | 1988年4月21日  | Radio Days       | LP CD CT                     |
| 3rd  | 1989年9月21日  | Dear Tears       | CD CT                        |
| 4th  | 1990年10月21日 | mood             | CD CT                        |
| 5th  | 1992年9月1日   | FAIR AFFAIR      | CD                           |
| 6th  | 1993年9月9日   | Perfume          | CD                           |
| 7th  | 1994年10月24日 | She・See・Sea    | CD                           |
| 8th  | 1997年11月21日 | CARNIVAL         | 2CD                          |
| 9th  | 2001年10月24日 | Tokyo Junction   | CD                           |
| 10th | 2004年2月25日  | Shh...           | CD                           |
| 11th | 2005年4月20日  | Ebony & Ivory    | CD                           |
| 12th | 2007年3月7日   | Champagne Royale | CD                           |
| 13th | 2009年3月4日   | Still Gold       | CD                           |
| 14th | 2013年5月8日   | Open Sesame      | CD                           |
| 15th | 2016年7月13日  | dolce            | CD                           |
| 16th | 2019年3月13日  | Funky Flag       | CD+DVD（初回盤）             |
| 16th | 2019年3月13日  | Funky Flag       | CD（通常盤）                 |
| 17th | 2023年4月12日  | SOUL NAVIGATION  | CD+Blu-ray（初回生産限定盤） |
| 17th | 2023年4月12日  | SOUL NAVIGATION  | CD（通常盤）                 |
| 18th | 2024年3月27日  | Snazzy           | CD+Blu-ray（初回生産限定盤） |
| 18th | 2024年3月27日  | Snazzy           | CD（通常盤）                 |

#### ベスト・アルバム
| #   | 発売日         | タイトル                             | 形態          |
| --- | -------------- | ------------------------------------ | ------------- |
| 1st | 1991年6月1日   | MARTINI                              | CD CT         |
| 2nd | 1995年10月23日 | MARTINI II                           | CD            |
| 3rd | 2000年3月8日   | MEDIUMSLOW                           | CD            |
| 4th | 2003年3月19日  | Martini Blend                        | CD            |
| 5th | 2008年6月25日  | Martini Duet                         | CD            |
| 6th | 2015年3月4日   | ALL TIME BEST 〜Martini Dictionary〜 | 4CD（初回盤） |
| 6th | 2015年3月4日   | ALL TIME BEST 〜Martini Dictionary〜 | 3CD（通常盤） |
| 7th | 2020年4月15日  | ALL TIME ROCK 'N' ROLL               | 4CD（初回盤） |
| 7th | 2020年4月15日  | ALL TIME ROCK 'N' ROLL               | 3CD（通常盤） |

#### ライヴ・アルバム
| #   | 発売日       | タイトル                        | 形態              |
| --- | ------------ | ------------------------------- | ----------------- |
| 1st | 2010年9月1日 | THE ROOTS〜could be the night〜 | 2CD+DVD（初回盤） |
| 1st | 2010年9月1日 | THE ROOTS〜could be the night〜 | 2CD（通常盤）     |

#### カバー・アルバム
| #   | 発売日         | タイトル                                      | 形態                  |
| --- | -------------- | --------------------------------------------- | --------------------- |
| 1st | 2001年10月24日 | Soul Legend                                   | CD                    |
| 2nd | 2011年9月28日  | DISCOVER JAPAN                                | CD+DVD（初回盤）      |
| 2nd | 2011年9月28日  | DISCOVER JAPAN                                | CD（通常盤）          |
| 3rd | 2014年9月10日  | DISCOVER JAPAN II                             | 2CD（初回盤）         |
| 3rd | 2014年9月10日  | DISCOVER JAPAN II                             | CD（通常盤）          |
| 4th | 2017年8月23日  | DISCOVER JAPAN III 〜the voice with manners〜 | 2CD（初回盤）         |
| 4th | 2017年8月23日  | DISCOVER JAPAN III 〜the voice with manners〜 | CD（通常盤）          |
| 5th | 2022年2月23日  | DISCOVER JAPAN DX                             | 3CD＋BD+DVD（初回盤） |
| 5th | 2022年2月23日  | DISCOVER JAPAN DX                             | 3CD（通常盤）         |

#### コンピレーション・アルバム
| #       | 発売日        | タイトル                        | 形態 |
| ------- | ------------- | ------------------------------- | ---- |
| INST.   | 1991年6月1日  | MARTINI Instrumental Collection | CD   |
| OMNIBUS | 1996年2月1日  | COCKTAILS for Lovers            | CD   |
| TRIBUTE | 2004年2月25日 | SUZUKI MANIA                    | CD   |
| BOX     | 2011年2月26日 | Martini Box                     | 35CD |
| TRIBUTE | 2015年4月1日  | SUZUKI MANIA DELUXE             | CD   |

### 映像作品
| #    | リリース日     | タイトル                                                                                             | 形態                                     |
| ---- | -------------- | --- | ---------------------------------------- |
| 1st  | 1992年12月12日 | Live at Club Martini                                                                                 | VHS LD                                   |
| 2nd  | 1996年1月21日  | Martini II best of visuals                                                                           | VHS DVD                                  |
| 3rd  | 2000年4月1日   | Premium Live "So Long"                                                                               | VHS DVD                                  |
| 4th  | 2005年4月20日  | Masayuki Suzuki 〜taste of martini tour 2004〜 Shh...cret Love Tour                                  | DVD                                      |
| 5th  | 2006年4月19日  | Masayuki Suzuki taste of martini tour 2005 Ebony & Ivory Sweets 25                                   | DVD                                      |
| 6th  | 2007年11月7日  | taste of martini tour 2007 Champagne Royale                                                          | DVD                                      |
| 7th  | 2009年9月16日  | 〜taste of martini tour 2009 Still Gold〜                                                            | DVD                                      |
| 8th  | 2011年2月26日  | Masayuki Suzuki taste of martini tour 2010 THE ROOTS〜visit your town〜                              | DVD                                      |
| 9th  | 2012年11月28日 | Masayuki Suzuki taste of martini tour 2012 〜Martini Discovery〜                                     | DVD                                      |
| 10th | 2013年12月4日  | Masayuki Suzuki taste of martini tour 2013 〜Open Sesame〜                                           | DVD BD                                   |
| 11th | 2015年5月27日  | Masayuki Suzuki taste of martini tour 2014 〜Step 1.2.3〜                                            | DVD BD                                   |
| 12th | 2015年12月9日  | Masayuki Suzuki taste of martini tour 2015 Step 1.2.3 〜Martini Dictionary〜                         | DVD BD                                   |
| 13th | 2017年9月20日  | masayuki suzuki taste of martini tour 2016 Step 1.2.3 〜dolce Lovers〜                               | DVD BD                                   |
| 14th | 2017年12月6日  | masayuki suzuki 30th Anniversary Special 鈴木雅之 with オーケストラ・ディ・ローマ Featuring 服部隆之 | DVD BD                                   |
| 15th | 2022年2月23日  | masayuki suzuki taste of martini tour 2020/21 〜ALL TIME ROCK 'N' ROLL〜                             | 2BD(初回生産限定盤) 2DVD(初回生産限定盤) |

### CMタイアップ
- ガラス越しに消えた夏（1986年）
  - 日清食品 「カップヌードル」
  - 小杉産業 「'86ジャンセン」
- Liberty（1987年）
  - SONY "VOICE OF CD" キャンペーンソング
- ロンリーチャップリン（1987年）
  - 銀座ジュエリーマキ
- Dry・Dry（1988年）
  - キリンビールドライ
  - キリンビール キリンラガー
- 別れの街（1989年）
  - 銀座ジュエリーマキ
- たとえきみがどこにいこうと（1991年）
  - トヨタ・カリーナ
- FIRST LOVE（1991年）
  - キリンビール キリンラガー
- 恋人（1993年）
  - ローソン新年特別CM
- 違う、そうじゃない（1994年）
  - ブティックJOY
- 渋谷で5時（1996年）
  - 東京テレメッセージ
- 白夜〜離したくない〜（1996年）
  - ライオン (企業)「クリスタ」
- DUNK（1998年）
  - アサヒビール「DUNK」
- stand by me（2004年）
  - JR西日本山陽新幹線
- 君を抱いて眠りたい（2004年）
  - ラブルネッサンス
- その愛のもとに（2005年）
  - プロミス
- 涙（2005年）
  - ヤンマーボード
- Nothing's Gonna Change My Love For You（2007年）
  - SUBARU「レガシィツーリングワゴン」
- &you（2007年）
  - オートレース
- 'S WONDERFUL（2009年）
  - NIKKA WHISUKY[スーパーニッカ]タイアップソング
- 運命の人〜Anytime You Need Me（2010年〜2015年）
  - P&G「ウエラトーン2+1」
- キミの街にゆくよ（2010年）
  - 「東北新幹線全線開業キャンペーン」イメージソング
- プロポーズアゲイン（2011年）
  - イオンプラチナバレンタイン
- 夜空の雨音（2016年〜）
  - P&G「ウエラトーン2+1」

### サウンドトラック
- MY SWEET GIRL（1987年） - 日本テレビ系『あぶない刑事』挿入歌、サントラ盤収録のみ

### 楽曲提供
- 和田アキ子「恋はこりごり」
- 小泉今日子「だから抱きしめて」「Happy Birthday」「Celebration」
- 麻香ヨーコ「湾岸シャッフル」
- 早見優「DON'T YOU KNOW 〜ラストダンスは夜明けまで〜」
- 小比類巻かほる「I'm Here」「MY SWEET ANGEL」「MERCY ME」
- 長山洋子「雨にうたれて」「CAR WASH」
- 古手川祐子「揺れたい」
- 髙橋真梨子「夕暮れにルージュ」

## 「Martini」の由来
- 鈴木雅之のベストアルバムや全国ツアー、ライブなどで使われている「Martini（マティーニ）」の由来は、鈴木雅之の愛称「Martin（マーチン）」のスペルに「i（愛）」を加えると「Martini」というカクテルの王様が完成しラヴソングの王様に相応しいネーミングになることから由来する。

## プロデュース
- 鈴木聖美
  - Cotton
  - Woman sings the blues
  - RADIO STAR HEROES
- 鈴木聖美 with Rats&Star
  - WOMAN
- 小泉今日子
  - Celebration
- ラッツ&スター
  - SEE THROUGH
  - RATS ENTERTAINMENT SING!SING!SING!

## 受賞歴
第53回日本レコード大賞
優秀アルバム賞『DISCOVER JAPAN』
第58回日本レコード大賞
最優秀歌唱賞
第10回日本メガネベストドレッサー賞
サングラス部門受賞
サングラス部門は今回からであり初受賞者になった。
第67回芸術選奨
芸術選奨文部科学大臣賞『アルバム「dolce」』ほか

## NHK紅白歌合戦出場歴
| 年度                                                | 放送回 | 回 | 曲目                    | 備考                                        |
| --------------------------------------------------- | ------ | -- | ----------------------- | ------------------------------------------- |
| 1991年                                              | 第42回 | 初 | ガラス越しに消えた夏    | 紅白初出場                                  |
| 1992年                                              | 第43回 | 2  | もう涙はいらない        |                                             |
| 2020年                                              | 第71回 | 3  | 夢で逢えたら            | 28年ぶりの出場                              |
| 2021年                                              | 第72回 | 4  | め組のひと 2021紅白ver. | ラッツ&スターの桑野信義、佐藤善雄との共演。 |
| 2022年                                              | 第73回 | 5  | 違う、そうじゃない      |                                             |
| 2023年                                              | 第74回 | 6  | め組のひと（2回目）     | 4年連続出演                                 |
| - 曲名の後の（○回目）は紅白で披露された回数を表す。 |        |    |                         |                                             |

## 出演

### Vシネマ
- 「ZAP!運が良けりゃの話じゃん!」（1991年）森下 康役 主演

主題歌に「FIRST LOVE」を起用。
- 「ZAP!PARTII 俺たちは天使かも!?」（1991年）森下 康役 主演

主題歌にPart1同様「FIRST LOVE」を起用。

### テレビ番組
- 想音楽園 〜アコースティック・パラダイス〜 （1991年10月 - 1992年3月、毎日放送）
- MOTOWN PARADISE （1992年4月 - 1993年6月、東海テレビ）
- 我が心の大滝詠一（2021年4月24日、NHK BS4K）[12]
- 天海祐希・石田ゆり子のスナックあけぼの橋（2024年12月23日、フジテレビ）[13]
- 人生最高レストラン（2025年4月26日、TBS系列）[14][15]

### テレビドラマ
- 刑事貴族3 第12話「約束」（1992年7月17日、日本テレビ） - 木崎利幸 役

### テレビアニメ
- バリィさんのいまばり弁講座（2015年7月 - 、TOKYO MX ほか） - ナレーション[16]
- かぐや様は告らせたい 〜天才たちの恋愛頭脳戦〜（2019年1月 - 3月 、TOKYO MX ほか） - OP
- かぐや様は告らせたい？〜天才たちの恋愛頭脳戦〜（2020年4月 - 6月 、TOKYO MX ほか） - OP
- かぐや様は告らせたい -ウルトラロマンティック-（2022年4月 - 6月 、TOKYO MX ほか） - OP
- かぐや様は告らせたい -ファーストキッスは終わらない-（2023年3月 - 4月 、TOKYO MX ほか） - OP

### レギュラーラジオ番組
- Masayuki Suzuki Radio Show GOOD VIBLATION（2015年4月27日 - 2019年3月15日、NHK-FM、毎月第3金曜）
- NISSAN OLDIES SQUARE（TBSラジオ）
- まるのみヤングバーガー 鈴木雅之・岩崎良美 ミュージックライダー おもわず発進!（1983年10月 - 1984年3月、ニッポン放送）
- 鈴木雅之のサウンズ・ウィズ・コーク（朝日放送ラジオ）[3]
- 鈴木雅之 30のヒミツ（2010年2月7日 - 9月26日、青森放送）
- Sony Sound Visart（エフエム東京）
- Four Roses Midnight Soul Bar（1996年7月 -1997年12月、J-WAVE）
- 鈴木雅之 FUNKY・BROADWAY（毎週日曜日 22:00 - 22:30、NACK5）
- Just Feelin' Groove（1988年11月 - 1997年12月、NACK5）
- Masayuki Suzuki Radio Show Club Martini（2012年10月 - 2014年3月、FM COCOLO）
- Love Overtime（1989年6月 - 1989年9月、FM802）

### CM出演（グループ出演は除く）
- クリスタ（1996年、ライオン）
- オペル・オメガ（1997年、オペル）
- DUNK（1998年、アサヒビール）
- Roots（2010年-2011年、JT）

## 写真集
- Dear Tears 鈴木雅之（1992年4月10日、講談社）